# Vereinigtes Königreich von Portugal, Brasilien und den Algarven
Das Vereinigte Königreich von Portugal, Brasilien und den Algarven (portugiesisch Reino Unido de Portugal, Brasil e Algarves) war ein Staat auf dem Gebiet der heutigen Republiken Brasilien und Portugal. Es bestand von 1815 bis 1822 bzw. 1825. Königin Maria I. und König Johann VI. entstammten dem Haus Braganza. Das Vereinigte Königreich setzte sich aus den gleichberechtigten Titularkönigreichen Portugal, Brasilien und Algarve zusammen und besaß Kolonien in Afrika, Indien und Südostasien. Nach der Unabhängigkeit Brasiliens wurde das Vereinigte Königreich vom Königreich Portugal abgelöst.

## Vorgeschichte

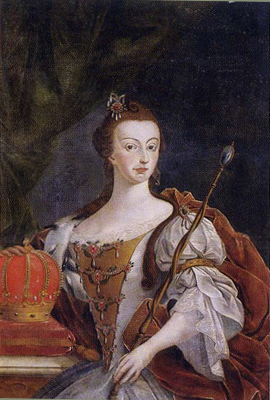
Königin Maria I.

1807 marschierte Napoleon Bonaparte in Portugal ein, um den letzten europäischen Verbündeten des Vereinigten Königreiches unter die 1806 eingerichtete Kontinentalsperre zu zwingen. Frankreich und Spanien unterzeichneten am 27. Oktober 1807 den Vertrag von Fontainebleau, in dem sie die Eroberung und Aufteilung Portugals beschlossen. Spanien gewährte Napoleons Truppen das Durchmarschrecht, damit sie Portugal auf dem Landweg erreichen konnten. Am 29. November 1807 machte sich die portugiesische Königsfamilie auf den Seeweg nach Brasilien, und am 30. November 1807 nahm Napoleon Lissabon kampflos ein.
Die Herrscherfamilie erreichte 1808 Rio de Janeiro, das fortan die Hauptstadt des Königreiches Portugal bildete. Die Stadt gewann dadurch stark an Bedeutung und ihre Bevölkerung wuchs.
Nach der Niederlage Napoleons auf der Iberischen Halbinsel 1813 wurden die Rufe nach der Rückkehr des Hofstaates nach Lissabon lauter, während Prinzregent Peter Rio de Janeiro nicht verlassen wollte. Der Bedeutungsgewinn Rio de Janeiros machte in Brasilien das Königshaus beliebter. Dennoch mehrten sich die Stimmen, dass die Hauptstadt wieder nach Lissabon verlegt werden sollte, da das Königreich nicht von einer Kolonie aus regiert werden könne. Auf der anderen Seite waren die Brasilianer der Meinung, dass Brasilien ein gleichberechtigtes Mitglied werden solle, damit die Einwohner gegenüber den Portugiesen gleichwertige Staatsbürger würden. Brasilianische Nationalisten unterstützten die Forderung, da sich Brasilien nicht mehr den Interessen Portugals unterordnen solle, sondern Bestandteil innerhalb einer transatlantischen Monarchie sein müsse.

## Entwicklung
Nach der endgültigen Niederlage Napoleons wurde per Gesetz vom Prinzregenten Peter am 16. Dezember 1815 die Kolonie Brasilien in den Rang eines Königreiches erhoben und die Königreiche Portugal, Brasilien und Algarve zu einem gemeinsamen Staat zusammengefasst, dem Vereinigten Königreich von Portugal, Brasilien und den Algarven. Der Titel bezog das historische Königreich Algarve, das auf dem Gebiet der heutigen portugiesischen Region Algarve bestand und de facto wie eine Provinz Portugals verwaltet wurde, und schloss Ansprüche auf die Algarve jenseits des Meeres im heutigen Marokko mit ein.
Mit der Gründung des Vereinigten Königreiches wurde die königliche Titulatur geändert. Die Titulatur der Königin und des Prinzregenten wurden zu „Königin“ bzw. „Prinzregent des Vereinigten Königreiches von Portugal, Brasilien und den Algarven“ geändert und der Titel „Prinz von Brasilien“ der Thronanwärter für die portugiesische Krone wurde 1817 zu „Kronprinz des Vereinigten Königreiches von Portugal, Brasilien und den Algarven“ geändert.

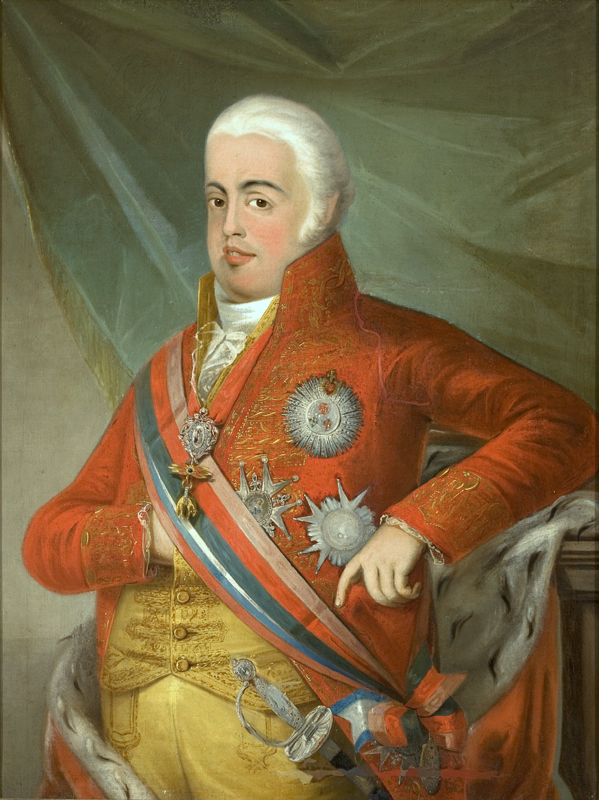
König Johann VI.

Am 20. März 1816 starb Maria I. in Rio de Janeiro und Kronprinz sowie Prinzregent Johann wurde unter Beibehaltung der portugiesischen Nummernfolge als Johann VI. zum zweiten Monarchen des Vereinigten Königreiches gekrönt.
Nach der Liberalen Revolution von 1821/1822 verließ Johann VI. Brasilien, kehrte nach Lissabon zurück und ließ seinen Sohn und Thronfolger Peter in Rio de Janeiro zurück, der die Regierung Brasiliens übernahm.
Während der Liberalen Revolution versammelten sich die Cortes in Lissabon, um dem Königreich eine neue Verfassung zu geben. Die Ständeversammlungen setzten sich überwiegend aus Portugiesen zusammen, da die Delegierten hauptsächlich aus Portugal gewählt wurden, dem Ursprungsland der Revolution. Eine brasilianische Delegation wurde erst später gewählt, da sie wegen der Überquerung des Atlantischen Ozeans später eintraf. Außerdem wurden brasilianische Vertreter wegen des Endes der Kolonialherrschaft des Öfteren von Portugiesen diskriminiert und die Brasilianer waren in den Cortes unterrepräsentiert. So versuchten die portugiesischen Delegierten, die autonome Regierung des Königreiches Brasilien durch die Unterstellung der Provinzen an die gemeinsame Regierung in Lissabon zu umgehen. Dem verweigerten die brasilianischen Cortes jedoch ihre Zustimmung, was die Brasilianische Unabhängigkeitsbewegung hervorrief.
Am 7. September 1822 rief Peter in der Nähe von São Paulo die Unabhängigkeit Brasiliens als Reaktion auf den Beschluss der portugiesischen Cortes aus und ernannte sich zu Kaiser Peter I. von Brasilien. Portugal erkannte die Unabhängigkeit Brasiliens im August 1825 im Vertrag von Rio de Janeiro 1825 an.
Nach der Anerkennung des unabhängigen Brasiliens und dem daraus folgenden Ende des Vereinigten Königreiches änderte Johann VI. den Staatsnamen wieder zu „Königreich Portugal“, seine Titulatur zu „König von Portugal und den Algarven“ und der Titel des Thronanwärters war fortan „Kronprinz von Portugal“.